# The First Men in the Moon (film 1919)
The First Men in the Moon è un film muto in bianco e nero  di fantascienza del 1919 diretto da Bruce Gordon e J. L. V. Leigh. La pellicola è basata sul romanzo di fantascienza di H. G. Wells I primi uomini sulla Luna (The First Men in the Moon, 1901), che ispirò in seguito numerosi altri adattamenti per il grande schermo, la radio e il video.
Costituisce il primo adattamento cinematografico di un romanzo dell'influente scrittore britannico e uno dei primi esempi di cinema di fantascienza britannico, nonché uno dei primi film di avventura spaziale con extraterrestri.
Il film (al 2010) non è conservato nel BFI National Archive ed è elencato tra i "75 film perduti più richiesti" del British Film Institute. Della produzione sussistono alcuni fotogrammi e una sinossi della trama.

## Trama
La sinossi dal giornale commerciale The Bioscope del 5 giugno 1919 recita:

## Critica
Robert Godwin accredita la pellicola come "il primo film interamente basato su un famoso romanzo di fantascienza."